# Tüchlein
Tüchlein ('doekje', diminutief van het Duitse Tuch), ook lijmtempera genoemd, is de techniek waarbij verf van zeer fijn gemalen pigmenten en dierlijke lijm wordt aangebracht op fijn geweven linnen zonder grondlaag. De term tüchlein verwijst naar de textiele drager van de schildering: linnen gemaakt van vezelvlas. De schildering werd rechtstreeks op het doek aangebracht zonder dat deze was voorbereid met een grondlaag. De schilderijen in deze techniek worden eveneens tüchlein genoemd. Kenmerkend voor tüchlein is de zichtbaarheid van de structuur van het doek, evenals de mogelijkheid om het doek op te rollen. Door blootstelling aan licht zijn de kleuren in de loop der tijd vervaagd en veranderd. Een uitzonderlijk goed bewaard tüchlein is Ecce homo van Andrea Mantegna (ca. 1431-1506).
Door het gebruik van dierlijke lijm als waterig bindmiddel, hebben tüchlein een ingetogen tonaliteit en mat oppervlak, in tegenstelling tot de transparantie en lichtdoorlatendheid van olieverfschilderijen, waarbij kleur in meerdere lagen werd aangebracht. Veel rode en blauwe verfpigmenten van schilderijen in de tüchlein-techniek bezaten een helderheid en intensiteit die met lijnzaadolie moeilijk te verkrijgen was. De stralende kleuren van tüchlein waren ook met weinig licht goed zichtbaar.
Kunstenaars uit de vroegnederlandse periode gebruikten vaak dierlijke lijm als goedkoop alternatief voor lijnzaadolie. Kunsthistorici betwijfelen echter of tuchlein in de 15e en 16e eeuw daadwerkelijk als een goedkoop alternatief voor paneelschilderingen werden beschouwd. Kunstenaars van naam, zoals Albrecht Dürer, schilderden tüchlein voor vermogende opdrachtgevers die de optische kwaliteiten van deze werken zeker gewaardeerd hebben. Vanwege de vergankelijkheid van linnen, de wateroplosbaarheid van dierlijke lijm en het ontbreken van een grondlaag (de barrière tussen de drager en de schilderlaag) zijn slechts weinig tüchlein bewaard gebleven.

## Etymologie
In zijn Tagebuch der Reise in die Niederlände heeft Albrecht Dürer deze werken omschreven als 'ein kleinen auf tüchlein gemahlt Marienbild' pag. 53, regel 30. De benaming tüchlein is sinds 1900 in gebruik voor kleine en grote formaten schilderingen in lijmtempera op ongeprepareerd linnen.

## Techniek
Het bindmiddel voor de fijn gemalen pigmenten werd gemaakt van dierlijke lijm (huidenlijm, beenderlijm, perkamentlijm of konijnenlijm), dat samen met ander organische weefsels werd gekookt. Het aldus verkregen verfmengsel werd aangebracht op zeer fijn geweven linnen, dat was geprepareerd met een dunne laag dierlijke lijm. Onderzoek van vroege Nederlandse tüchlein suggereren dat het doek voor het beschilderen op een houten raamwerk werd genageld of geregen of op een wollen deken werd uitgespreid. Dirk Bouts' Graflegging (ca. 1450) werd met huidenlijm geprepareerd om te voorkomen dat de verf zou gaan 'bloeden'.
Soms (met name in Italië) werd het doek geprepareerd met een dunne grondlaag calciumsulfaat (gesso). Omdat de verf van een tüchlein oplosbaar blijft, kunnen deze schilderijen niet worden gevernist. Mede daardoor kunnen zich in de loop der tijd lagen vuil ophopen die niet kunnen worden verwijderd zonder het doek te beschadigen of de pigmenten op te lossen.

## Korte geschiedenis
De techniek van schilderen met lijmtempera op ongeprepareerd linnen bestond al in de Oudheid. De Romeins-Egyptische Fajoem-mummieportretten, vervaardigd tussen 20 en 300 na Chr., werden gemaakt met was of tempera op houten panelen of doek. Het eerste recept voor de techniek van lijmtempera werd in de tweede helft van de 13e eeuw beschreven door Heraclius. De vroegst bewaard gebleven werken en beschrijvingen van tüchlein dateren uit de vroege middeleeuwen. Ondanks de fijnere detaillering, subtiele kleurschakeringen en een soms levendig coloriet, raakte de techniek van het tüchlein, samen met tempera, aan het einde van de 15e eeuw uit de mode. Schilderen met olieverf werd favoriet onder kunstenaars van de vroege Noordelijke renaissance, voornamelijk dankzij vernieuwingen in de olieverftechniek door Jan van Eyck en Rogier van der Weyden.

## Voorbeelden
Hoewel er in de vijftiende en zestiende eeuw veel in de tüchlein-techniek werd geschilderd, zijn er circa honderd tüchlein van Nederlandse, Duitse en Italiaanse kunstenaars bewaard gebleven.
Van de Italiaanse schilder Andrea Mantegna zijn tüchlein met en zonder geprepareerde ondergrond bewaard gebleven zoals Madonna col Bambino (ca. 1470-1480). Bekende en redelijk goed geconserveerde - hoewel beschadigde - voorbeelden van tüchlein zijn Quinten Massijs' Maria met kind en de Heilige Barbara en Catharina (ca. 1515-1525) en Dirk Bouts' Graflegging (ca. 1440-1455).
Van Pieter Bruegel de Oude, een Zuid-Nederlandse kunstenaar uit het midden van de 16e eeuw, zijn vier tüchlein bewaard gebleven. Bruegels Aanbidding der Wijzen laat op de achterkant van het canvas sporen zien van zwart pigment, hetgeen aantoont dat het linnen niet was geprepareerd met een traditionele grondlaag. De misantroop (1568) is een ander voorbeeld van werken die Bruegel maakte met de techniek van het tüchlein.

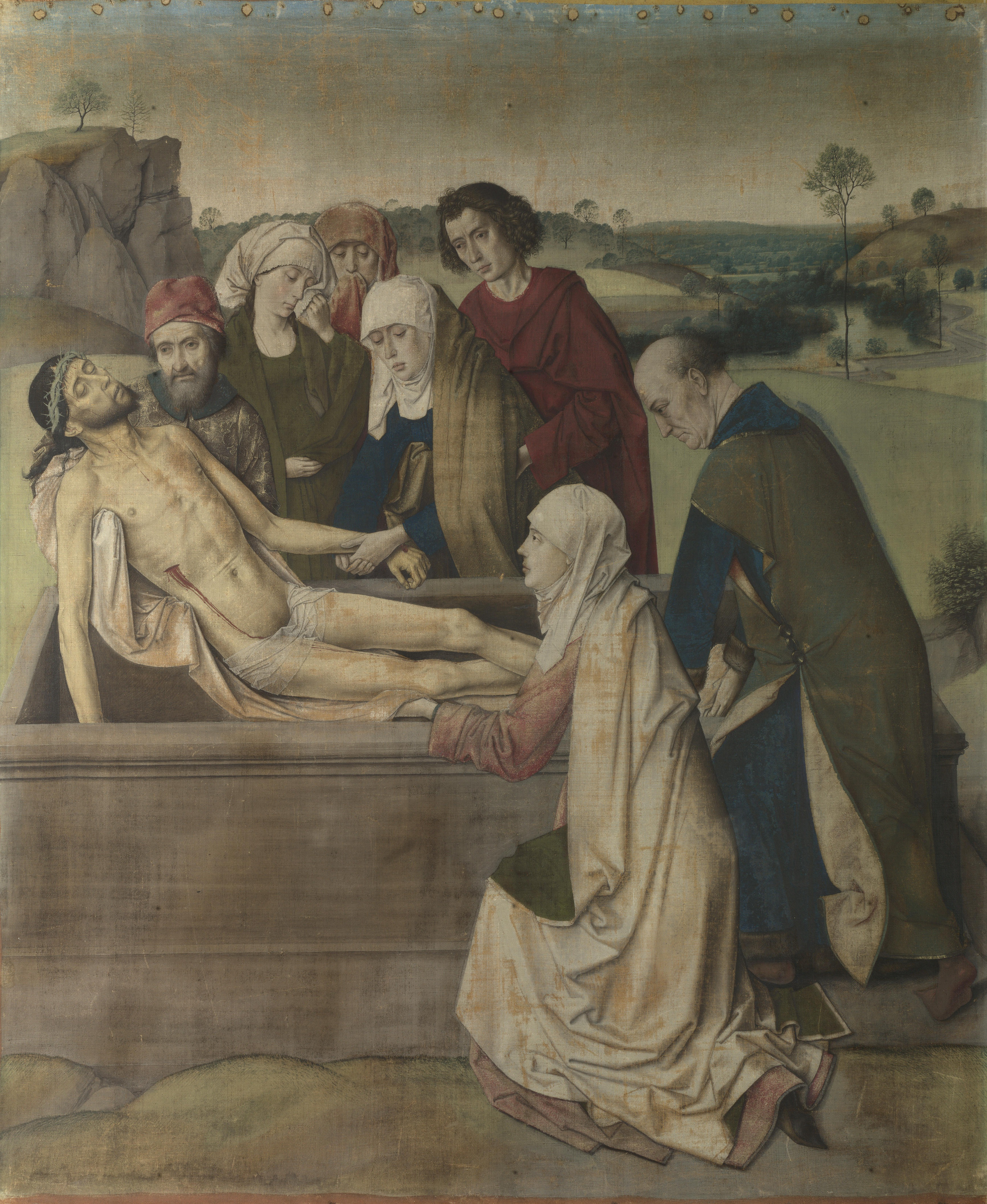
Dirk Bouts, Graflegging, tüchlein, ca. 1450
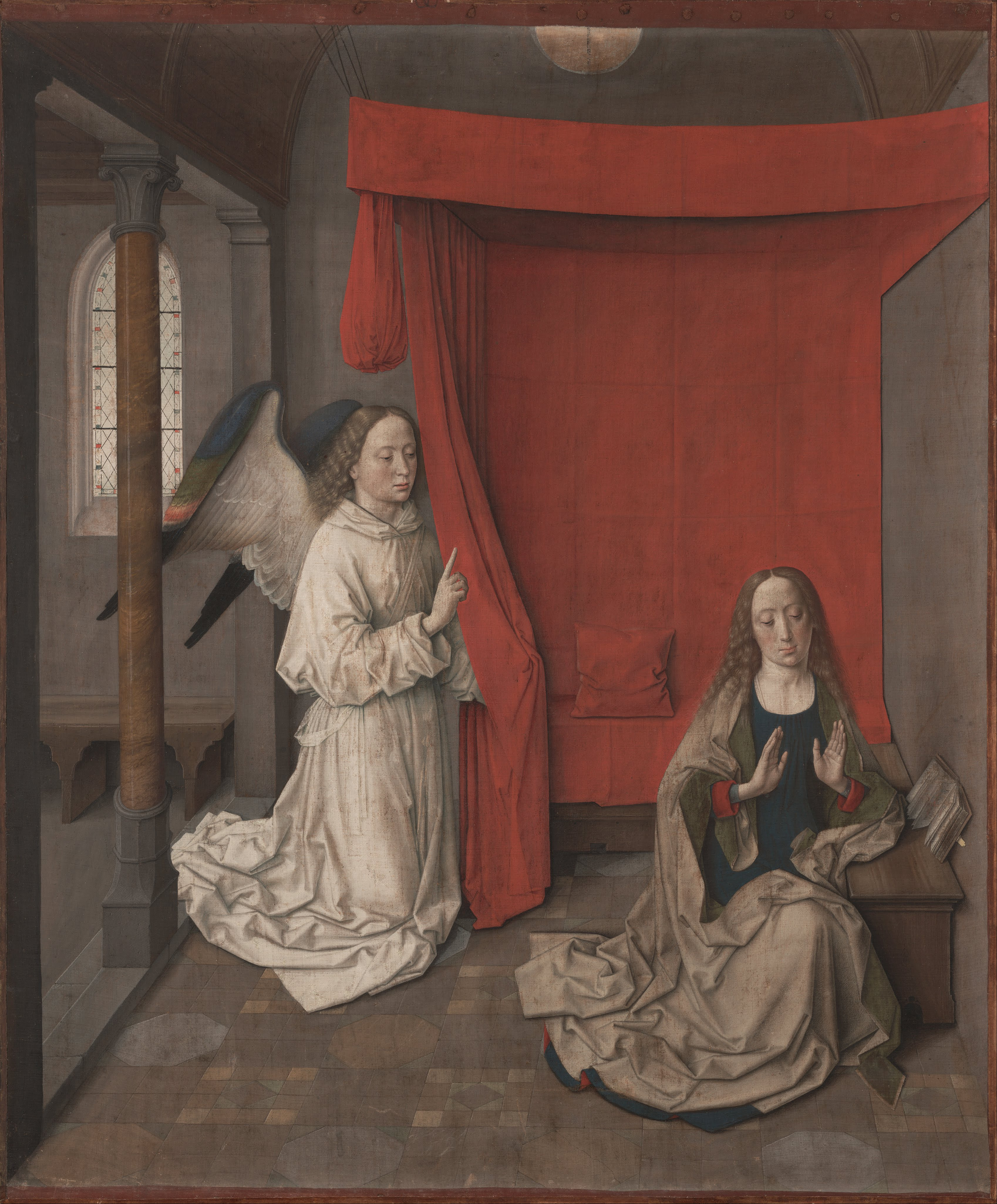
Dirk Bouts, Annunciatie, tüchlein, ca. 1450-1455
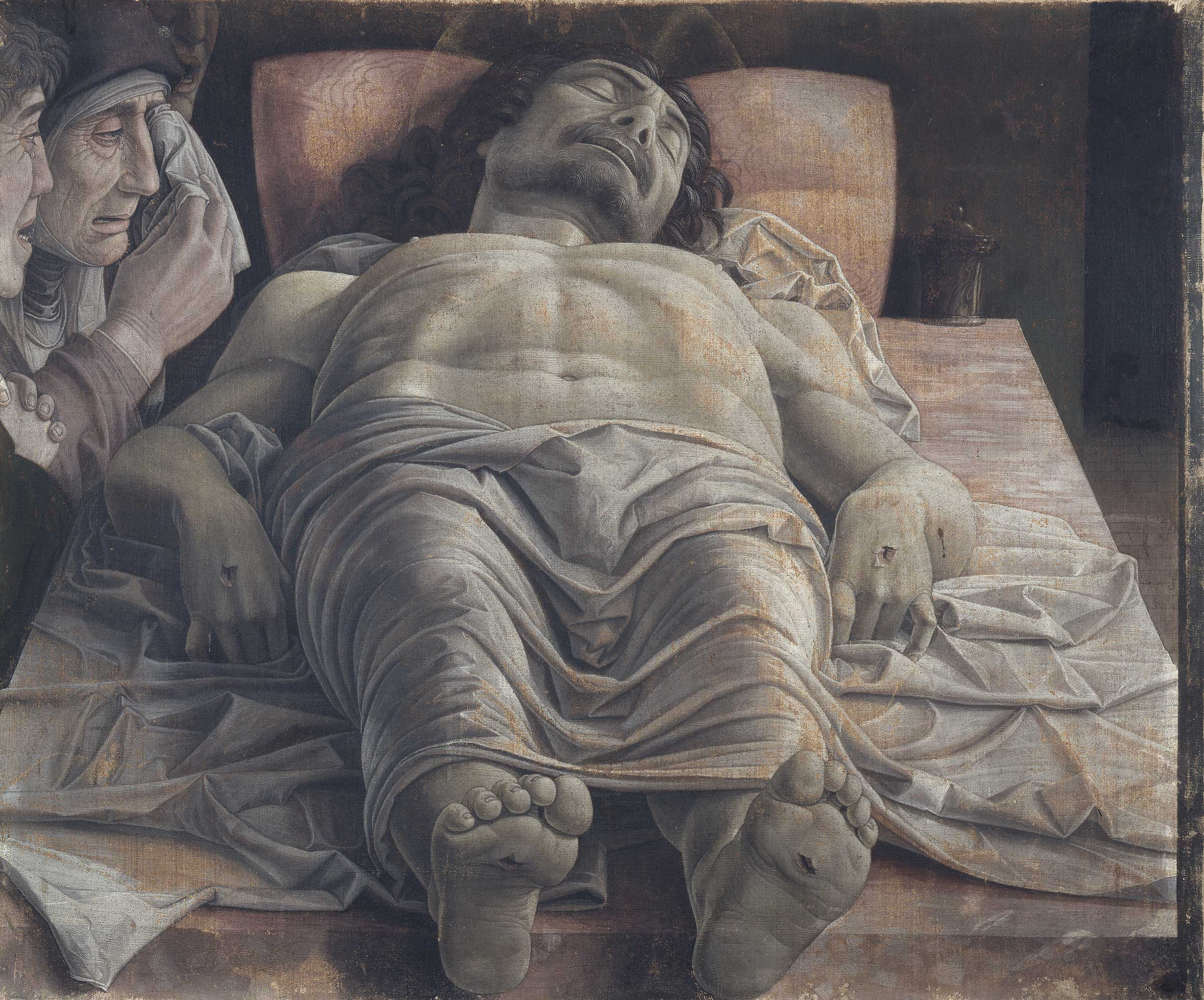
Andrea Mantegna, Bewening van Christus, tüchlein, 1470-1474
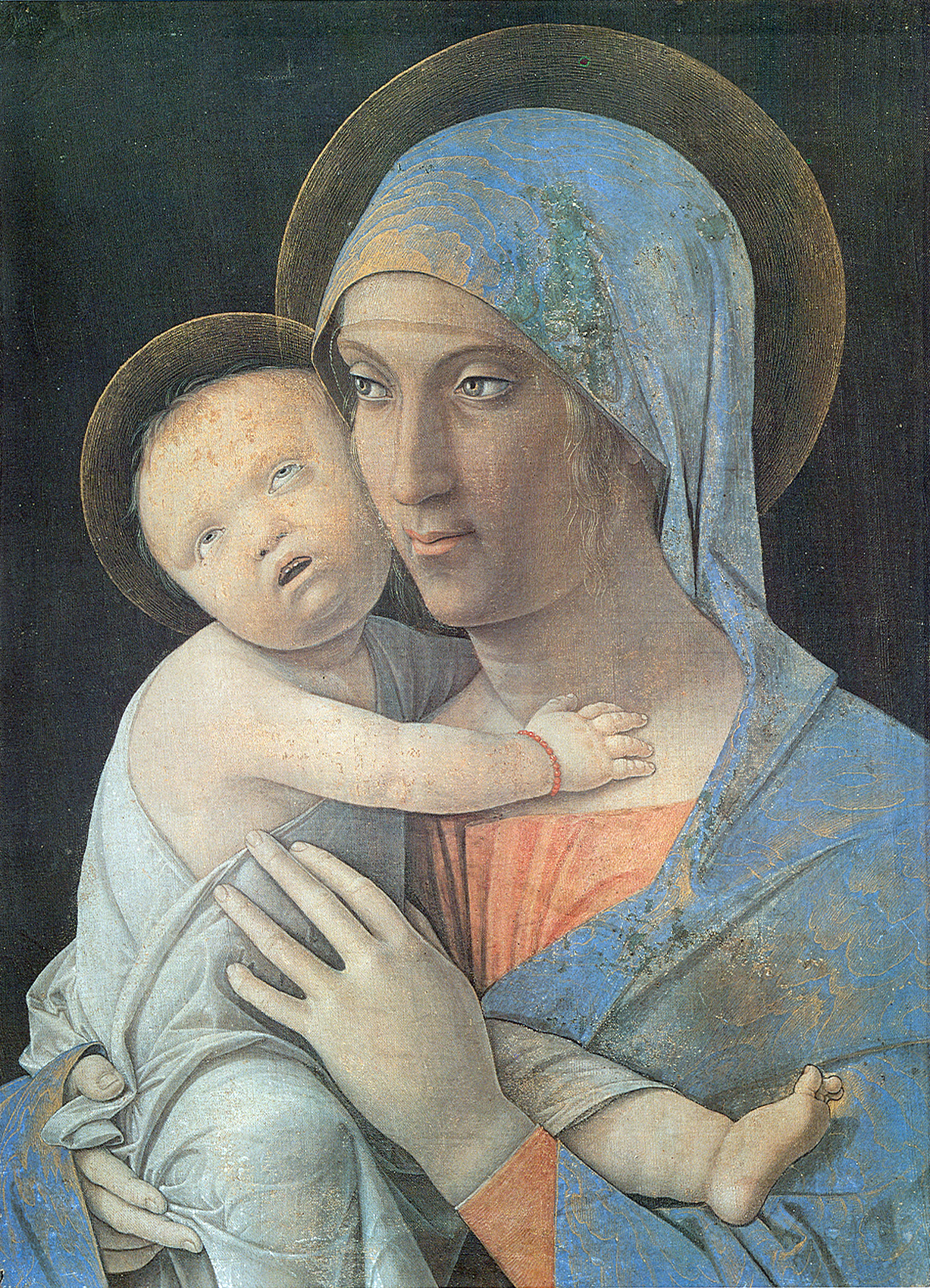
Andrea Mantegna, Madonna met Kind, tüchlein, ca. 1480
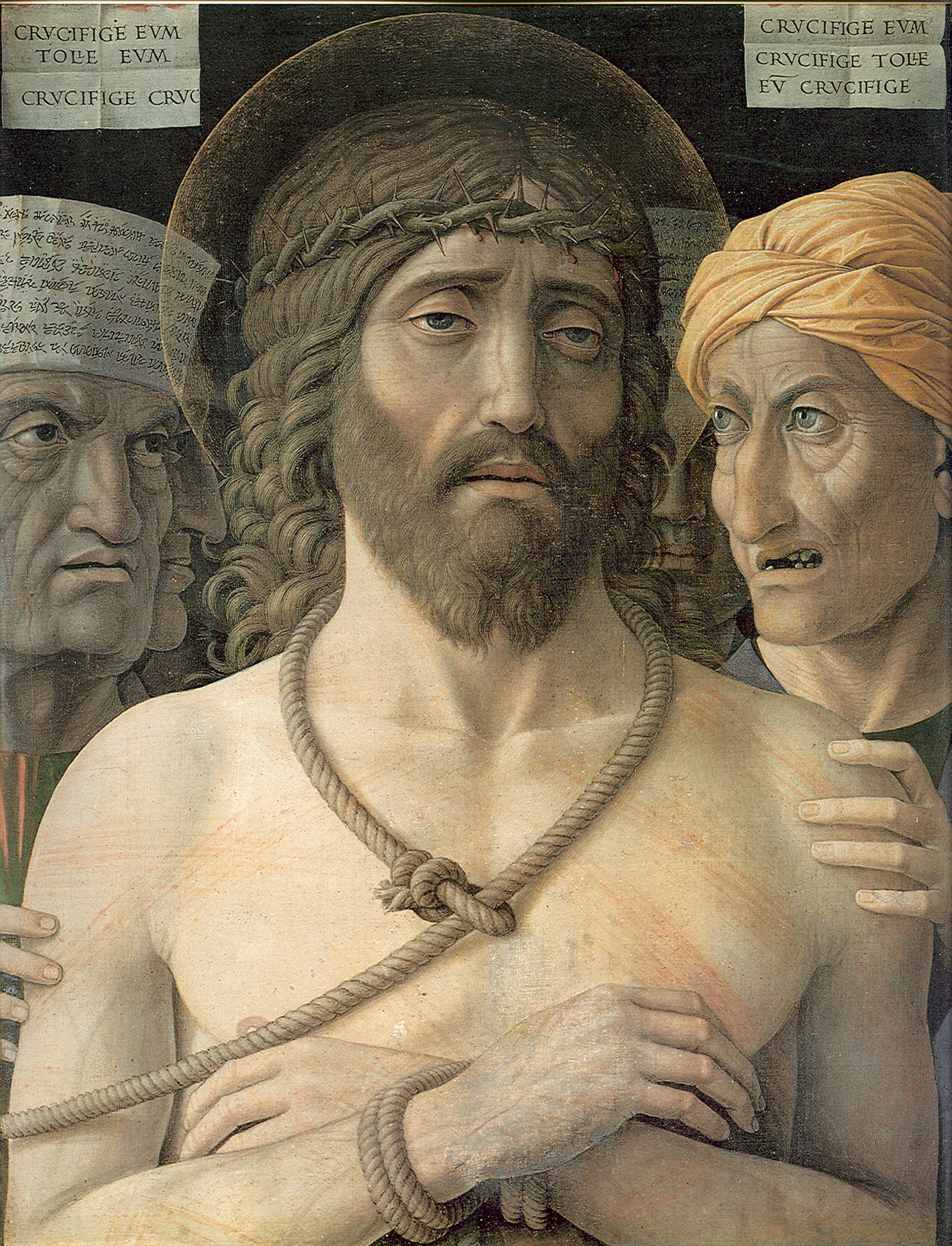
Andrea Mantegna, Ecce homo, tüchlein, ca. 1500
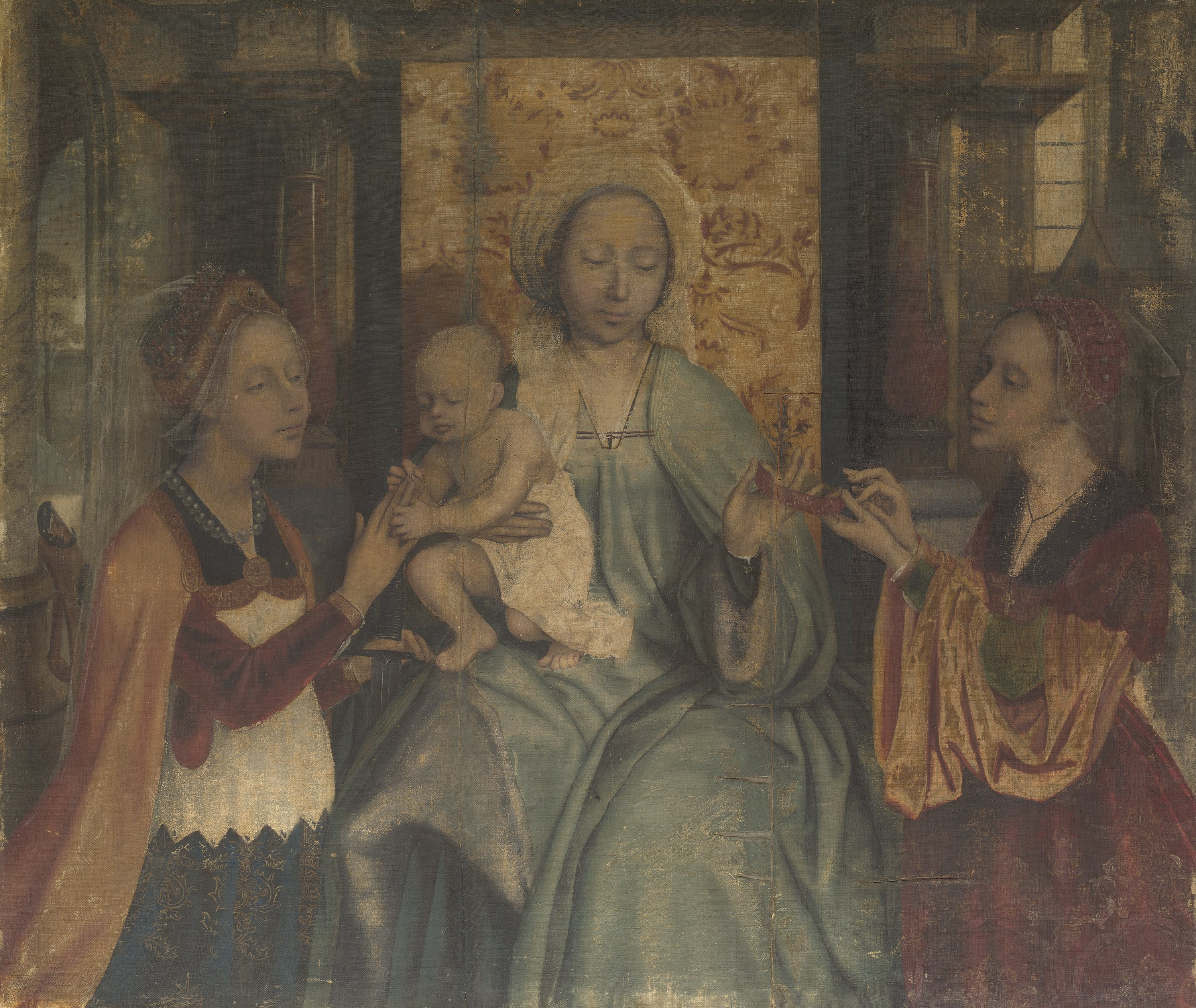
Quinten Massijs, Maria en Kind met de Heilige Barbara en de Heilige Catharina, tüchlein, ca. 1515-1525, National Gallery (Londen)
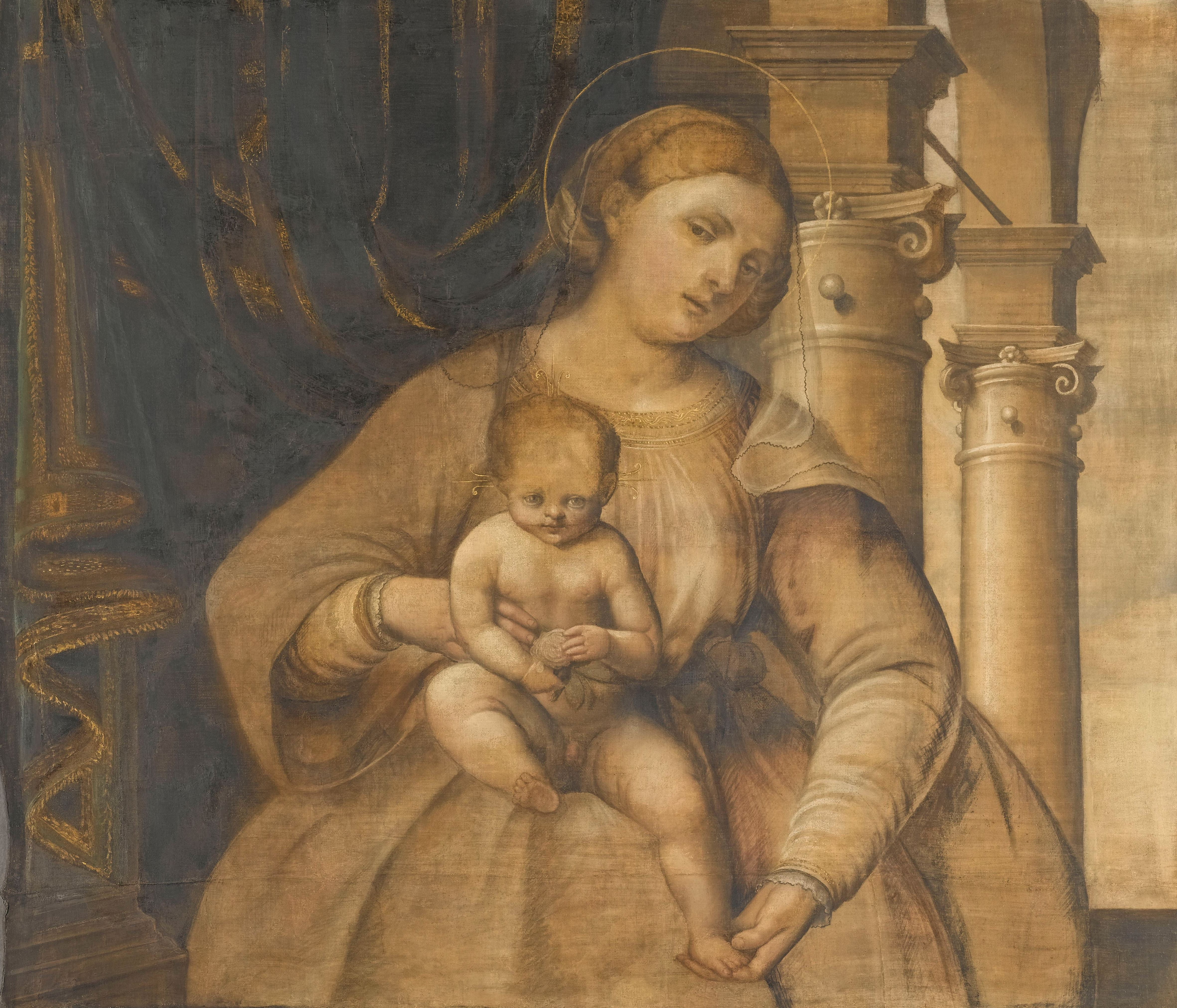
Pordenone (omgeving van), Maria met Kind (Onvoltooide voorstelling van Maria met kind), tüchlein, 1525-1550
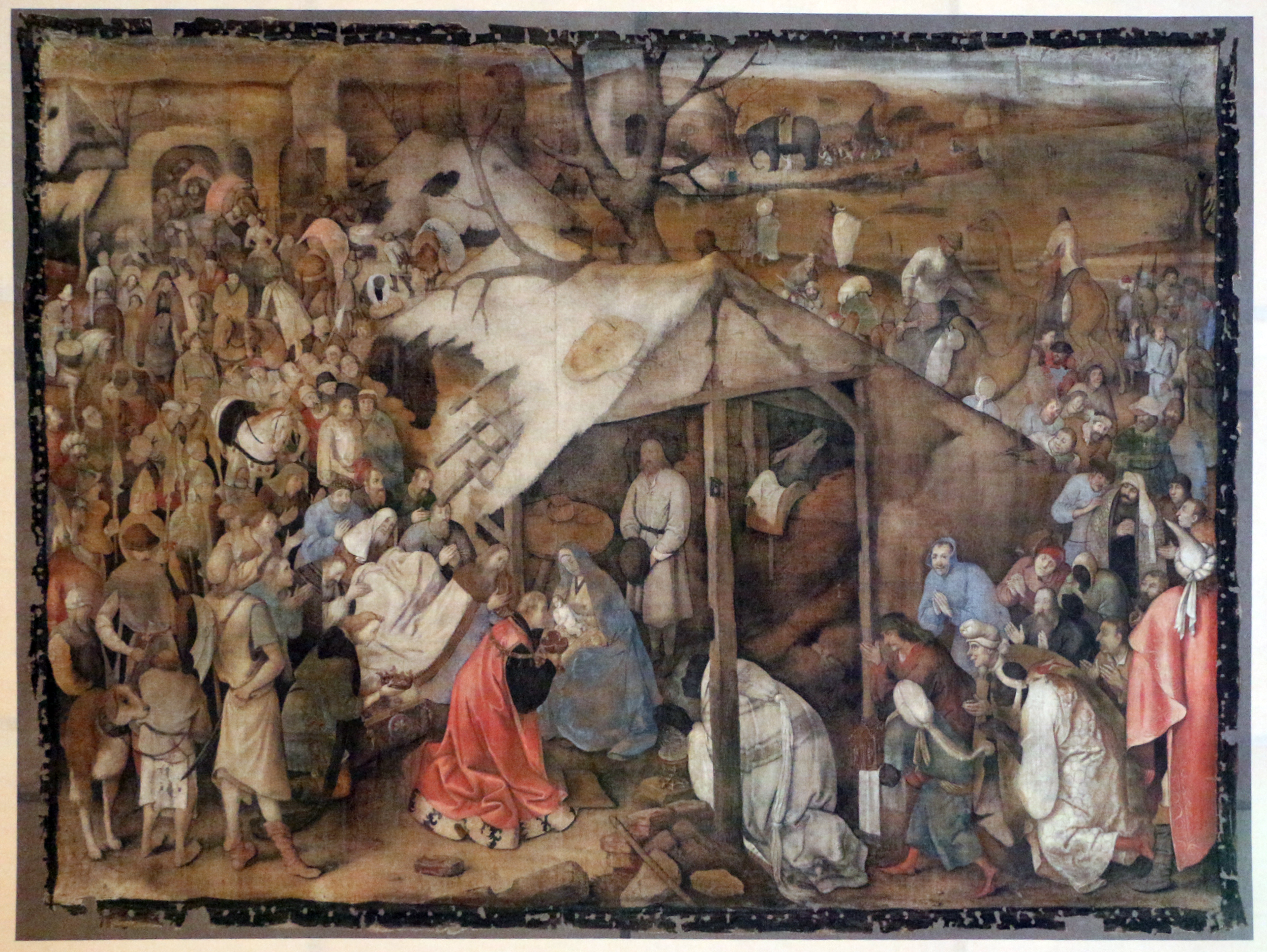
Pieter Bruegel de Oude, Aanbidding der Wijzen, tüchlein, ca. 1564
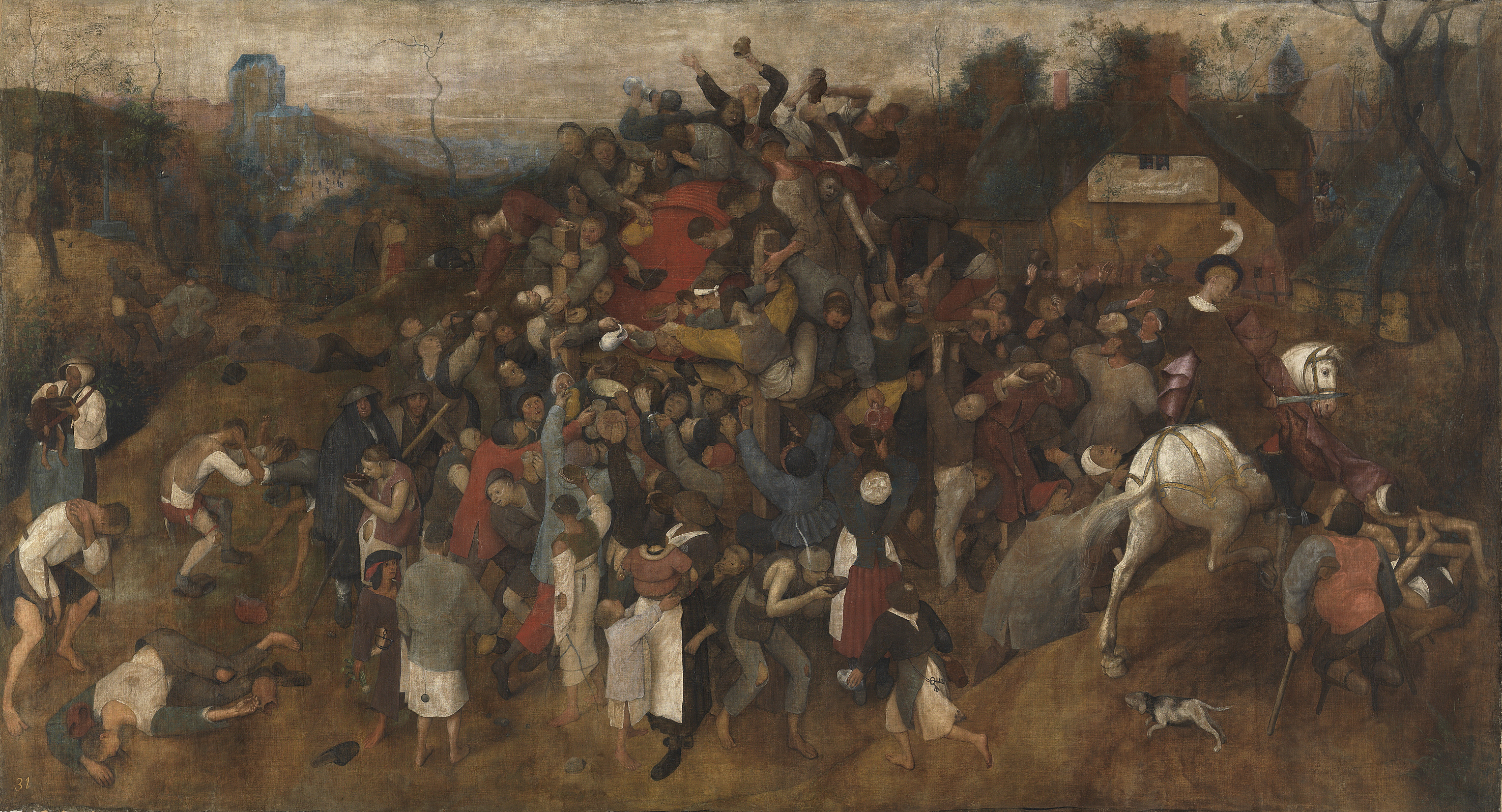
Pieter Bruegel de Oude, De Wijn van het Sint-Maartensfeest, tüchlein[24], 1565-1568 (Museo del Prado)
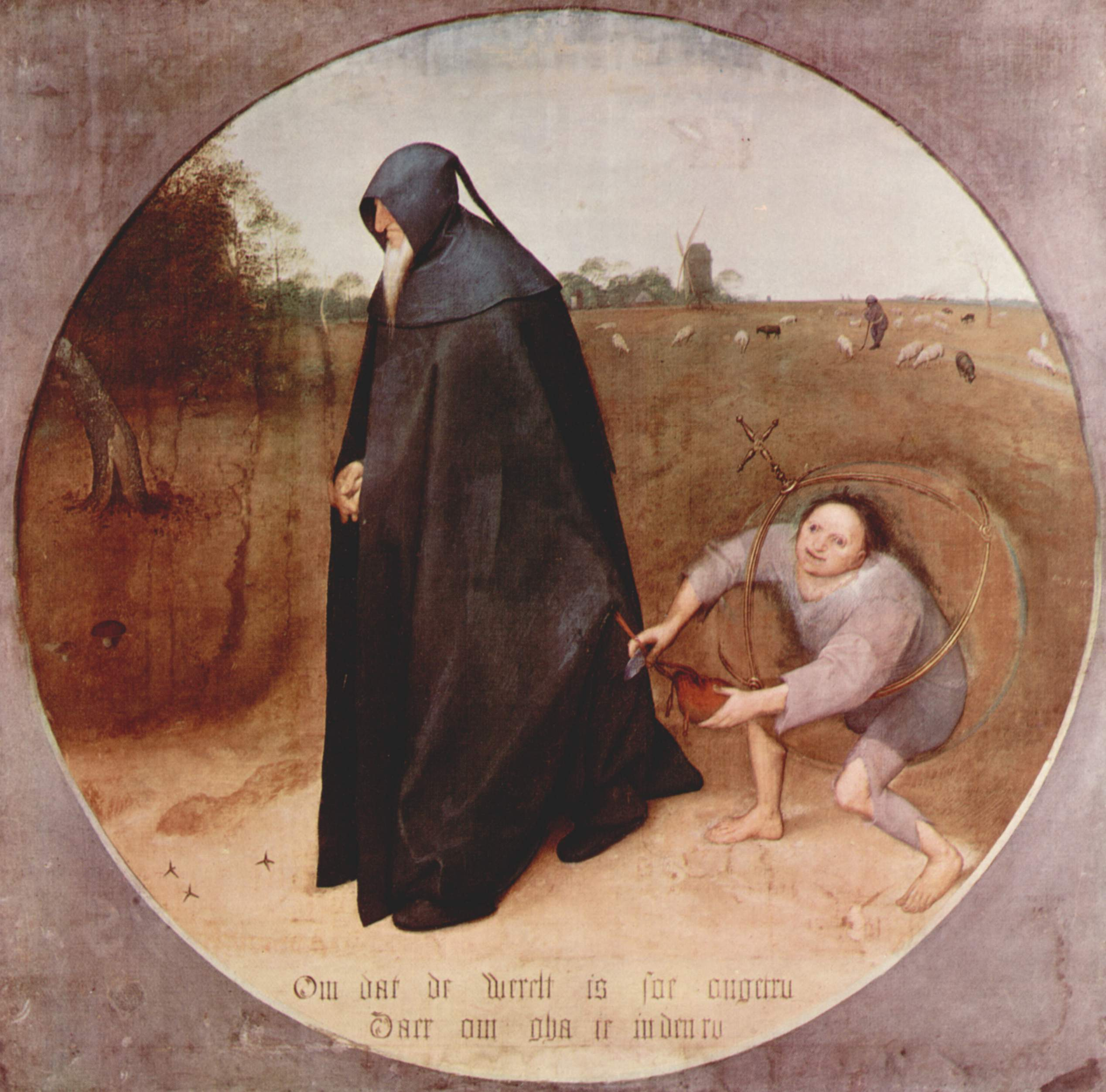
Pieter Bruegel de Oude, De misantroop, tüchlein, 1568
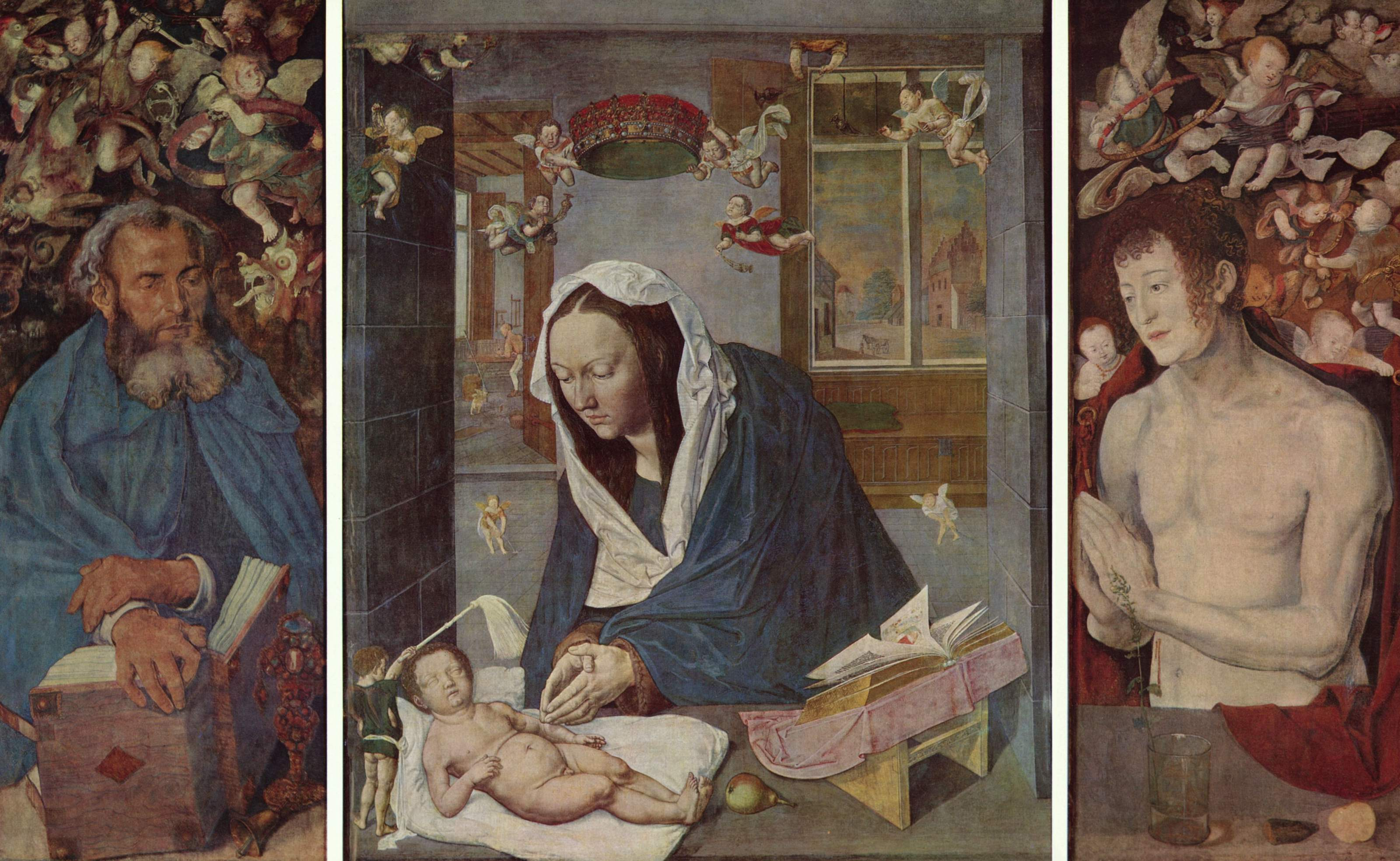
Albrecht Dürer, Dresdener Altar, tüchlein, Gemäldegalerie Alte Meister (Dresden), ca. 1496